# Râul Cepturaru
Râul Cepturaru este un curs de apă, afluent al Olt. 